# Каннам
Каннам (также Каннамгу, Гангнам) (кор. 강남구?, 江南區?, новая романизация корейского языка: Gangnam-gu) — район (ку) в юго-восточной части Сеула, столицы Республики Корея. Имеет статус самоуправления.
Это один из наиболее густонаселённых районов Сеула — по данным на конец 2017 года, в нём проживало 561 052 человека. Именно этому району посвящена песня «Gangnam Style», ставшая одной из самых известных в мире.

## Название
Кан (кор. 강) — «река», нам (кор. 남) — «юг», гу (кор. 구) — «район», «участок», «район к югу от реки».

## Расположение на карте города
Северной границей района Каннам служит река Ханган, на противоположном берегу которой с районом граничат Йонсан и Сондон, на востоке границей района является ручей Тханчхон (кор. 탄천), за которым простирается район Сонпха. На западе Каннам граничит с Сочхо, а разделяет эти районы автомагистраль Каннамдэро (кор. 강남대로). Южная граница района Каннам в западной своей части проходит по вершинам двух небольших гор (Курёнсан и Дэмосан), а восточная часть границы является частью южной границы Сеула, за которой расположены владения города Соннам провинции Кёнгидо.

## История
Во времена династии Чосон территория нынешнего района Каннам была частью Дэванмёна и Ынчжумёна (уезд Кванджу, провинция Кёнгидо; в марте 2001 года уезд получил статус города).
1 января 1963 года части уездов Кванджу и Сихын провинции Кёнгидо были присоединены к территории Сеула. 1 октября 1975 года Каннам и Сочхо были выделены из состава района Сондон, а 1 января 1988 года были разделены. В мае 1998 года Каннам обрёл статус самоуправления.

## Общая характеристика

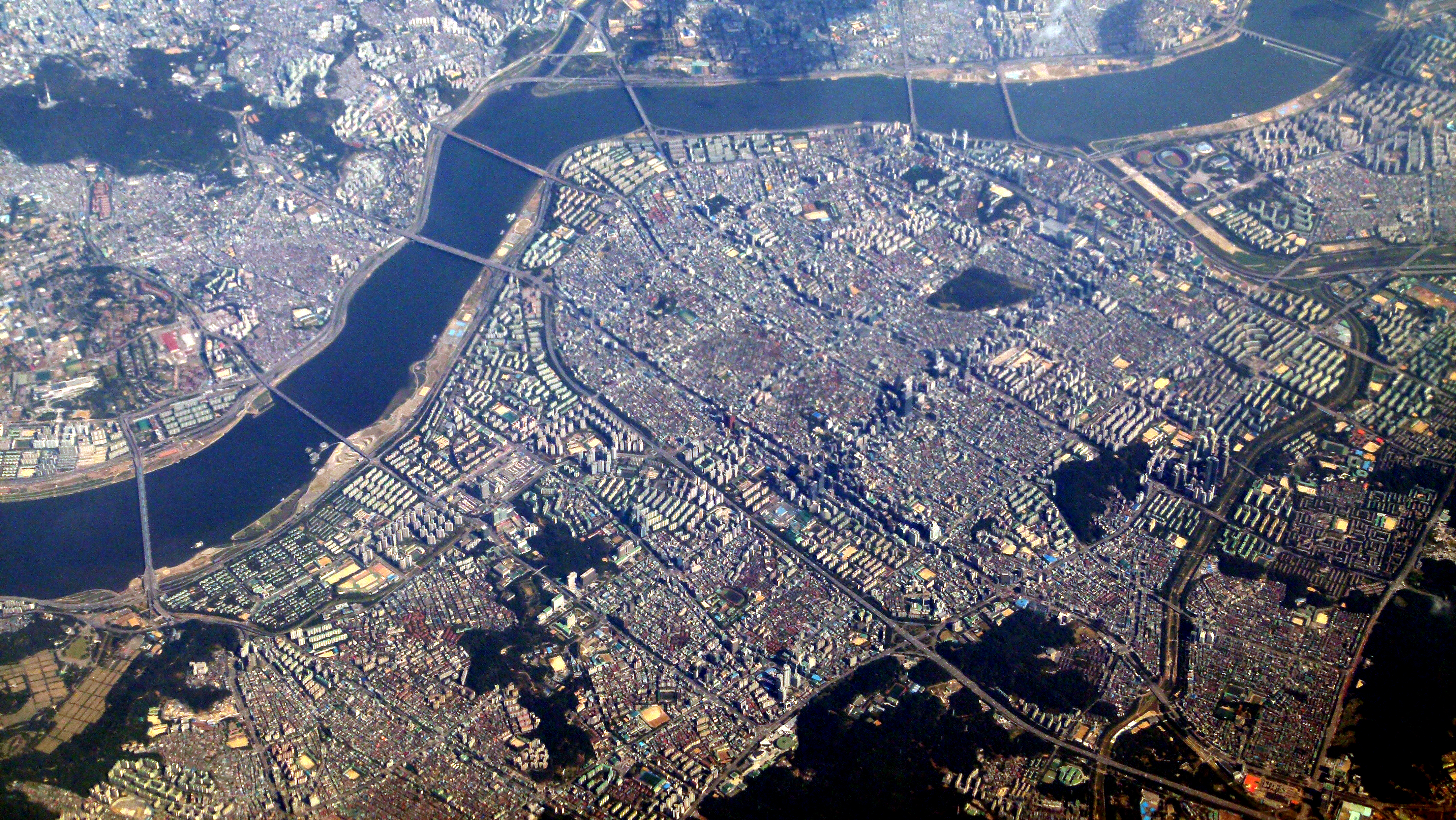
Каннам с высоты беспилотника

По сравнению с районами Сеула, расположенными севернее реки Ханган, Каннам как жилой и деловой район развился значительно позже, однако в настоящее время является самым процветающим местом в стране.
В районе Каннам расположено большое количество 4-5-звёздочных отелей.
В районе Каннам функционируют 36 детских садов, 85 обычных школ и 2 специальные, 3 университета (женский университет Тондок и кампус медицинского университета CHA), а также 12 общественных библиотек.
Через территорию Каннама проходят 4 линии метро (2-я, 3-я, 7-я и линия Бундан), общее количество станций — 20.

## Достопримечательности

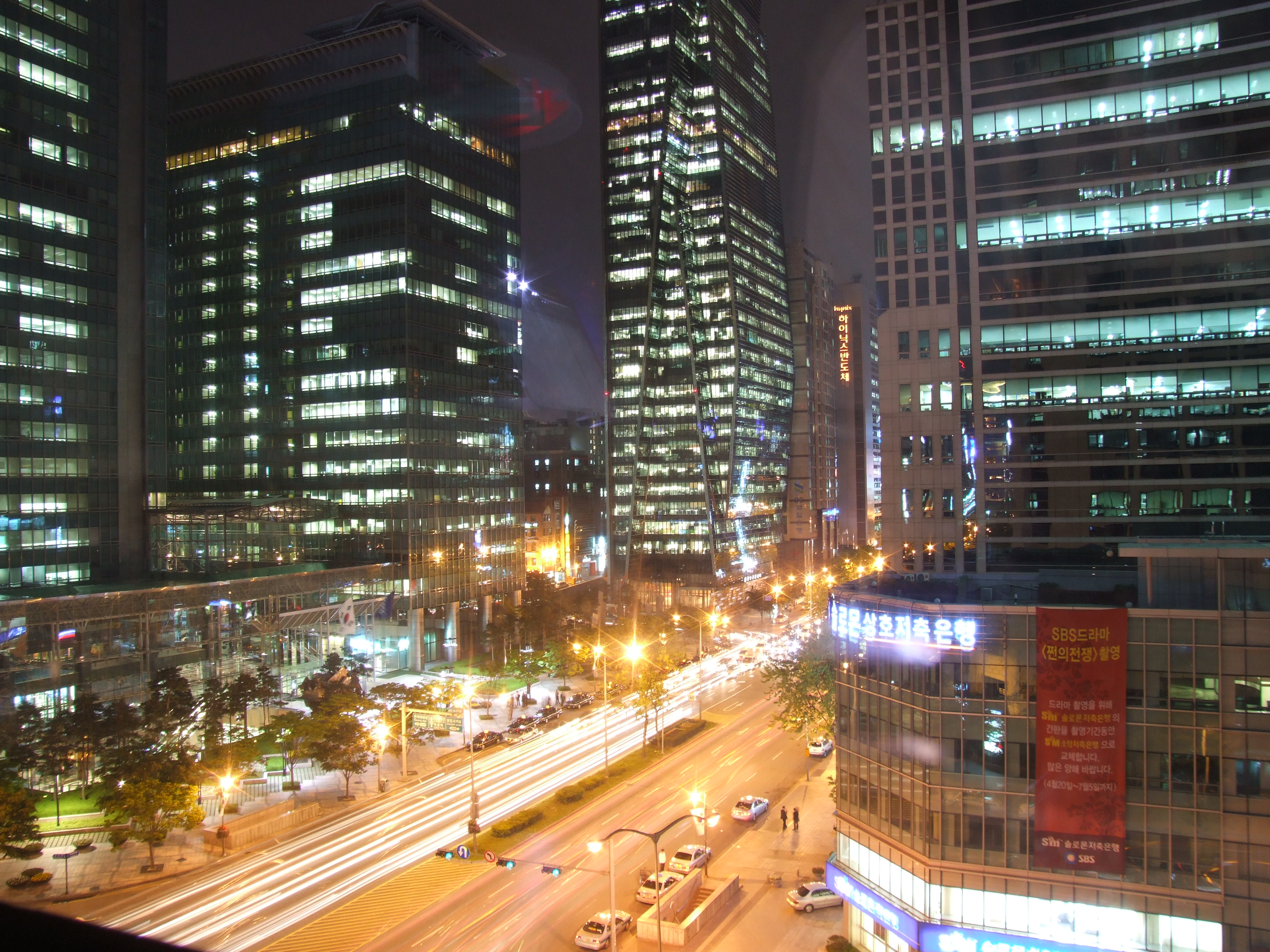
Улица Тегеранно

В районе Каннам расположено несколько торгово-развлекательных центров, которые в одинаковой степени притягивают как столичных и провинциальных жителей, так и гостей столицы. Среди них: торгово-развлекательный комплекс COEX и Апкучжондон (кор. 압구정동).
Дорога Тегеранно (кор. 테헤란로, букв. «Улица Тегеран» или «Тегеранская улица») проходит через центр Каннама, являясь одной из главных дорог района. Вдоль неё расположены офисы крупнейших южнокорейских и международных корпораций. Иногда англоязычные иностранцы называют её «Тегеранской долиной» (англ. Tegeran Valley) по аналогии с Кремниевой долиной в США, ввиду количества интернет-компаний, чьи здания здесь — среди них такие, как: американский портал «Yahoo!», его корейские конкуренты «Daum» и «Naver». Также на Тегеранно находятся несколько высочайших зданий Южной Кореи и дома с самой дорогой в стране недвижимостью. Согласно данным мэрии Сеула, около половины всего венчурного капитала страны (порядка 200 млрд. вон или более 160 млн. 640 тыс. долларов США по среднему курсу от 8 июня 2009 г.) инвестировано в компании, расположенные на Тегеранно.
Району посвящена песня «Gangnam Style» южнокорейского исполнителя PSY. Видеоклип к песне был отмечен в Книге рекордов Гиннесса, набрав рекордное количество «лайков», а также просмотров (более 3 миллиардов), в истории видеохостинга YouTube. В 2016 году рядом с ТРЦ СОЕХ решено установить памятник танцу Gangnam Style в виде танцующего мужчины. При приближении людей будет автоматически включаться пресловутая песня. Власти надеются таким образом привлечь в район ещё больше туристов.

## Населённые пункты-побратимы
Внутри страны:

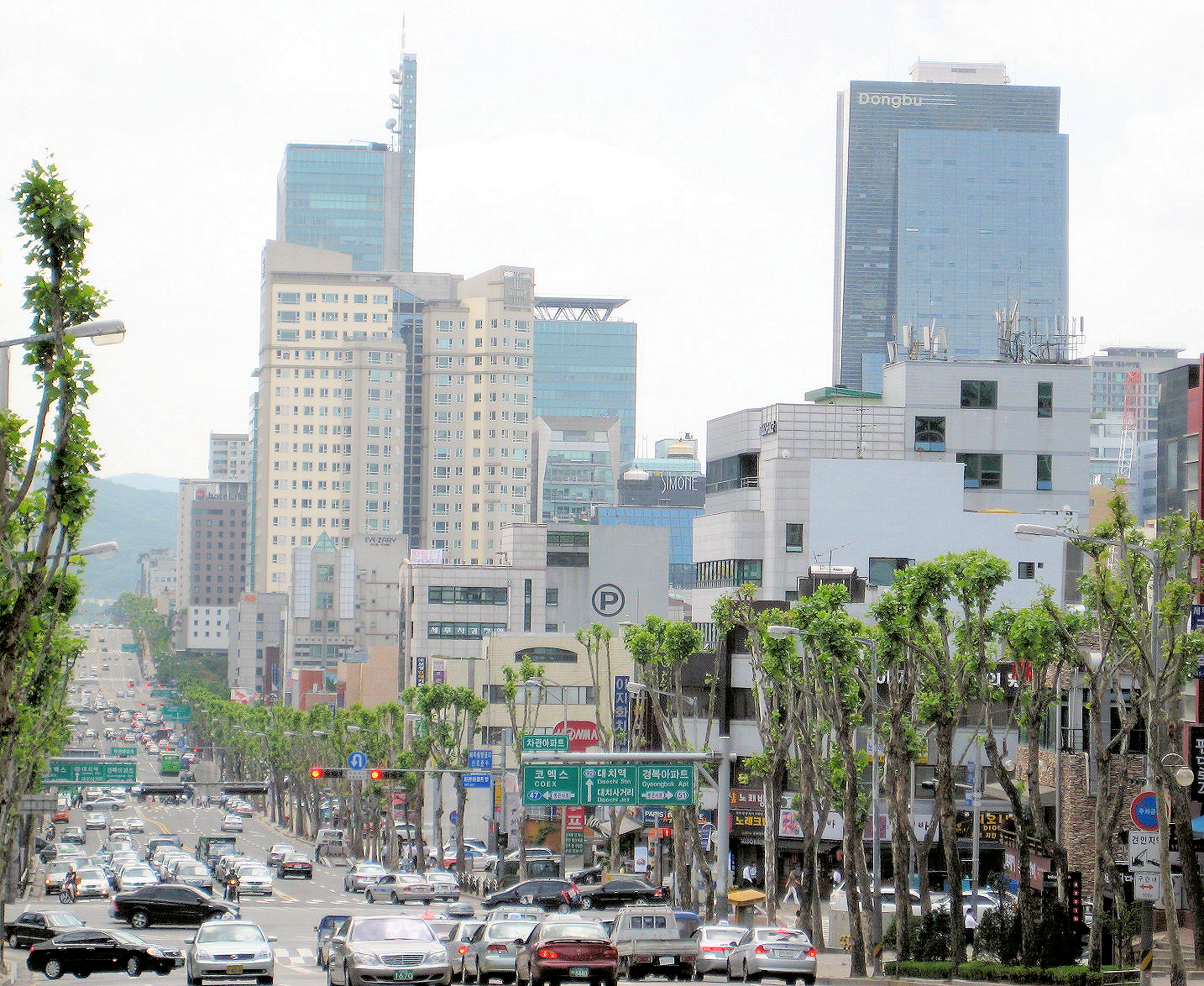
Центральная улица района Каннам

- уезд Чхорвон, провинция Канвондо, Республика Корея (с 7 сентября 1996)[7]
- уезд Квесан, провинция Чхунчхон-Пукто, Республика Корея (с 29 марта 2007)[8]
- уезд Капхён, провинция Кёнгидо, Республика Корея (с 21 апреля 2004)[9]
- г. Санджу, провинция Кёнсан-Пукто, Республика Корея (с 31 октября 2007)[10]
- уезд Синан, провинция Чолла-Намдо, Республика Корея (с 9 ноября 1999)[11]
- район Йондо, г. Пусан, Республика Корея (с 5 июля 2007)[12]
- уезд Канхва, г. Инчхон, Республика Корея (с 6 апреля 2001)[13]
- уезд Йондон, провинция Чхунчхон-Пукто, Республика Корея (с 20 февраля 2002)[14]
- г. Тхонъён, провинция Кёнсан-Намдо, Республика Корея (с 27 марта 2003)[15]
- г. Йонджу, провинция Кёнсан-Пукто, Республика Корея (с 27 февраля 1998)[16]
- уезд Посон, провинция Чолла-Намдо, Республика Корея (с 17 февраля 2007)[17]
- уезд Пуё, провинция Чхунчхон-Намдо, Республика Корея (с 5 октября 2001)[18]
- г. Пхаджу, провинция Кёнгидо, Республика Корея (с 23 августа 2007)[19]

Дружественные населённые пункты:
- район Йондже, г. Пусан, Республика Корея (с 6 июля 2007)[20]
- г. Ичхон, провинция Кёнгидо, Республика Корея (с 6 апреля 2001)[21]

За рубежом:
- район Чаоян (кит. трад. 朝阳区, пиньинь Cháoyáng Qū), г. Пекин, КНР (с 18 апреля 1996)[22]
- г. Риверсайд, штат Калифорния, США (с 11 мая 1999)[23]
- район Чжуншань (кит. трад. 中山区, пиньинь Zhōngshān Qū), г. Далянь, провинция Ляонин, КНР (с 22 июня 1994)[24]
- район Личэн (кит. трад. 历城区, пиньинь Lìchéng Qū), г. Цзинань, провинция Шаньдун, КНР (с 15 июня 2007)[25]
- коммуна Волюве-Сен-Пьер (фр. Woluwe-Saint-Pierre), г. Брюссель, Бельгия (с 21 июня 1976)[26]